# Tinbergen Instituut
Het Tinbergen Instituut is het gemeenschappelijke instituut voor economisch,  econometrisch en financieel onderzoek van de Universiteit van Amsterdam, de Vrije Universiteit Amsterdam en de Erasmus Universiteit Rotterdam. Het instituut is opgericht in 1987 en vernoemd naar de Nederlandse econoom Jan Tinbergen.
In het Tinbergen Instituut zijn meer dan 200 economische wetenschappers van de drie deelnemende universiteiten verenigd. Daarnaast zijn zo'n 200 promovendi aan het instituut verbonden.

## Bestuur
De oprichtende raad van bestuur bestond uit Bernard van Praag (voorzitter), Frans van Winden, Peter Nijkamp, Jean-Marie Viaene, Jaap Spronk en Henk Jager. Van Praag was tevens algemeen directeur van 1986 tot 1992. Hij zou worden opgevolgd door o.m. Herman van Dijk (1992-'98) en Coen Teulings (1998-2004), Maarten Janssen (2004-2008), Herman K. van Dijk (2008-2010), Bauke Visser (2010-2016) en Eric Bartelsman (2016-2023)
De huidige algemeen directeur, vanaf 2023, is Bas van der Klaauw.

## Bekende alumni
Het aantal alumni bedraagt ruim 870 (stand maart 2025). De eerste promotie vond plaats in 1990.
Nationale erkenning op wetenschappelijk gebied viel in 2020 de alumni Albert Menkveld en Thomas Buser ten deel, respectievelijk nummer één en nummer drie in de Economentop-40 van ESB; Menkveld promoveerde in 2002, Buser in 2012.
Enige bekendheid bij een groter publiek genieten de alumni Hans Vijlbrief, Mathijs Bouman en Barbara Baarsma, die respectievelijk in 1992, 1998 en 2000 promoveerden.